# Destinationsmanagementorganisation
Destinationsmanagementorganisation ist ein eigener Terminus im Reiserecht und auf Basis der Richtlinie (EU) 2015/2302 (Pauschalreiserichtlinie) geregelt.
Als öffentlich-rechtliche Organisationseinheit ist die DMO entweder in die kommunale / städtische Verwaltung integriert (Regiebetrieb) oder als Eigenbetrieb (hier in der Regel als Verein e. V. oder GmbH) ausgelagert. Den DMOs kommt dabei eine multiple Stellung zu. Häufig werden Reisepauschalen im eigenen Namen zusammen mit den regionalen Leistungsträgern entwickelt und verkauft, DMO`s vermitteln aber auch Pauschalreisen ihrer regionalen Veranstalter und Hotels. Schließlich spielt der Verkauf oder aber die Vermittlung von Einzelleistungen (z. B. die Stadtführung) bzw. die Vermittlung von mehreren Leistungen eine zentrale Rolle in der täglichen Arbeitspraxis.
Da die neuen Regelungen die Anbieter von Pauschalreisen, die Reisevermittler sowie die Vermittler von touristischen Einzelbausteinen als verbundene Reiseleistungen (z. B. Flug, Hotel etc.) betreffen, müssen sich DMO`s mit sämtlichen neuen Pflichten und Rechtsbegriffen auseinandersetzen.

## DMO als Reiseveranstalter
Die DMO wird selbst zum Reiseveranstalter, wenn sie fertige Reisepakete im eigenen Namen an den Kunden verkauft oder eine Leistung, z. B. die Übernachtung mit einem weiteren eigenständigen Leistungsbestandteil kombiniert und als Paket anbietet. Für dieses Produkt gilt dann das Pauschalreiserecht.
„Wunschgemäß bieten wir Ihnen die Übernachtung im Einzel- oder Doppelzimmer pro Person und den Besuch der Veranstaltung … zum Preis von xx Euro an.“

## DMO als Vermittler verbundener Reiseleistungen
Im Zusammenhang eines einzigen Kontakts mit der Buchungsstelle (persönlich, telefonisch oder per E-Mail) fragt der Kunde die Vermittlung von zwei Leistungen für den Zweck derselben Reise an (z. B. die Hotelreservierung und eine Stadtführung vor Ort). Die DMO bestätigt beide Leistungen gesondert:
„Wunschgemäß bestätigen wir Ihnen die vermittelte Übernachtung im Hotel (genaue Bezeichnung und Anschrift) zum Preis von ….xx Euro.“
Dann folgt als gesondertes Schreiben: „Wunschgemäß bestätigen wir Ihnen die Vermittlung der Stadtführung. Ihr Vertragspartner wird sein… (genaue Bezeichnung und Anschrift) zum Preis von xx EUR.“
Die DMO ist damit zum Vermittler „verbundener Reiseleistungen“ geworden. 
Wenn der Vermittler die zweite Leistung, wie etwa die Stadtführung oder die Konzertkarten anlässlich eines späteren, weiteren Kontaktes mit dem Kunden vermittelt, so entsteht weder eine Pauschalreise noch eine verbundene Reiseleistung, sondern es handelt sich um die Vermittlung von zwei Einzelleistungen. 
Neu: Reisesicherungsschein und eigene Insolvenzabsicherung des Vermittlers verbundener Reiseleistungen bei Inkasso: § 651k Abs. 3 BGB
Neu ist, dass bei der Vermittlung verbundener Reiseleistungen eine eigene Insolvenzversicherung notwendig wird, wenn für die vermittelten Leistungen
Zahlungen vom Kunden entgegengenommen werden. Möchte der Vermittler verbundener Reiseleistungen keinen eigenen Insolvenzschutz anbieten, dürfen 
die Leistungen nur im Direktinkasso bezahlt werden, also vom Kunden direkt an den Leistungsträger. Außerdem sind bei der Vermittlung verbundener Reiseleistungen
als auch bei der Vermittlung von Pauschalreisen die richtigen Informationsblätter zu übergeben, die ihn über seine Rechte als Verbraucher aufklären.